# Halvdan den Gamle
Halvdan den Gamle skulle ifølge flere sagn være den danske kongeslægts ældste stamfader.
Han (eller en senere Halvdan) skal være født i Veddelev ved Roskilde. Han er måske identisk med sagnkongen kong Dan.